# امیرمحسن ضیایی استرآبادی
سید امیرمحسن ضیائی استرآبادی (زاده ۱۳۴۲ شاهرود) رئیس اسبق  جمعیت هلال احمر جمهوری اسلامی ایران است. وی پس از آنکه محمد فرهادی به عنوان وزیر علوم انتخاب شد، توانست رأی بالای اعضای جمعیت هلال احمر را کسب کرده و از سوی رئیس جمهور برای تصدی این سمت تعیین شود.
سیدامیرمحسن ضیایی در زمستان ۱۴۰۲، با اجماع آرای اعضای هیئت مدیره، بعنوان رئیس جامعه اورولوژي ایران انتخاب شد.

## تحصیلات
ضیایی، خرداد ماه سال ۱۳۴۲ در شهرستان شاهرود متولد شد. وی برای تحصیل در رشته پزشکی عمومی وارد دانشگاه علوم پزشکی شهید بهشتی شد و با نمرات عالی فارغ‌التحصیل گردد. ضیایی تخصص و فوق‌تخصص خود را در رشته کلیه و مجاری ادراری (اورولوژی) از دانشگاه علوم پزشکی شهید بهشتی اخذ کرد. او همچنین دارای فلوشیپ اندویورولوژی است و به عنوان استاد دانشگاه علوم پزشکی شهید بهشتی فعالیت می‌کند.

## سوابق اجرایی و مدیریتی
رئیس جامعه اورولوژی ایران: در زمستان ۱۴۰۲ ضیایی با کسب حداکثریت آرا از هیئت مدیره  جامعه اورولوژی ایران، بعنوان رئیس این جامعه انتخاب شد.
رئیس جمعیت هلال‌احمر ایران: پس از انتخاب محمد فرهادی به عنوان وزیر علوم،در دی ماه ۱۳۹۳توسط رئیس جمهور به این سمت منصوب شد.
معاون آموزشی وزیر بهداشت: ضیایی در سال ۱۳۹۲ به عنوان معاون آموزشی وزیربهداشت، درمان و آموزش پزشکی منصوب شد.
دبیر شورای آموزش پزشکی و تخصصی کشور: وی همچنین به مدت ۳ سال به عنوان دبیر شورای آموزش پزشکی و تخصصی کشور فعالیت کرده است.